# Pleymo
Pleymo es una banda francesa de nu metal conformada por Mark Maggiori, Benoît Julliard, Fred Ceraudo y Mathias Borronquet en la ciudad de Fontainebleau en 1997. Pleymo ha vendido alrededor de 100.000 álbumes hasta la fecha. En 2007 la agrupación se separó luego de publicar un total de cuatro álbumes de estudio. Sin embargo, el 29 de marzo de 2017 la banda anunció su regreso a los escenarios. El primer recital está planeado para realizarse el 23 de marzo de 2018 en París.
Los integrantes de la agrupación han nombrado a las bandas Rage Against The Machine, Korn y Primus como sus principales influencias.

## Integrantes

### Actuales
- Mark Maggiori (Kemar) - voz (1997-2007, 2017-presente)
- Erik De Villoutreys (Riko) - guitarra (1998-2007, 2017-presente)
- Davy Portela (Vost) - guitarra (1999-2007, 2017-presente)
- Benoît Juillard (B1) - bajo (1997-2007, 2017-presente)
- Fred Ceraudo (Burns) - batería (1997-2007, 2017-presente)
- Franck Bailleul (Kefran) - tornamesas (1998-2007, 2017-presente)

### Anteriores
- Mattias Borronquet - guitarra (1997-1998)
- Matthieu Gibson - guitarra (1998)

## Discografía
- (Keçkispasse ?) (EP) (1998)
- Keçkispasse? (1999)
- Episode 2: Medecine Cake (2002)
- Rock (2003)
- Alphabet Prison (2006)
- Best Of (2018)